# Ровное (Первомайский район)
Ро́вное (до 1945 года Аджи́-Атма́н, ранее Биюк-Аджи-Атман; укр. Рівне, крымскотат. Acı Atman, Аджы Атман) — село в Первомайском районе Республики Крым, входит в состав Сусанинского сельского поселения (согласно административно-территориальному делению Украины — Сусанинского сельского совета Автономной Республики Крым).

## Население
| 2001 | 2014 |
| ---- | ---- |
| 248  | ↘99  |

Всеукраинская перепись 2001 года показала следующее распределение по носителям языка
| Язык             | Процент |
| ---------------- | ------- |
| крымскотатарский | 39.52   |
| русский          | 38.31   |
| украинский       | 20.97   |

### Динамика численности
| - 1806 год — 117 чел. - 1864 год — 129 чел. - 1889 год — 170 чел. - 1892 год — 130 чел. - 1900 год — 189 чел. - 1915 год — 221/48 чел. | - 1926 год — 183 чел. - 1939 год — 319 чел. - 1989 год — 266 чел. - 2001 год — 248 чел. - 2009 год — 226 чел. - 2014 год — 99 чел. |

## Современное состояние
На 2016 год в Ровном числится 4 улицы; на 2009 год, по данным сельсовета, село занимало площадь 68,1 гектара, на которой в 73 дворах проживало 226 человек. Действует фельдшерско-акушерский пункт

## География
Ровное — село в южной части района, в степном Крыму, в 6 км к западу от автотрассы Н-05 Красноперекопск — Симферополь, высота центра села над уровнем моря — 49 м. Ближайшие населённые пункты — Панфиловка в 4,5 км на запад и Дмитровка в 2,5 км на восток. Расстояние до райцентра около 32 километров (по шоссе), ближайшая железнодорожная станция — Урожайная на линии Солёное Озеро — Севастополь — примерно 47 километров. Транспортное сообщение осуществляется по региональной автодороге 35К-008 Северное — Войково (по украинской классификации — Т-01-02).

## История
Первое документальное упоминание села встречается в Камеральном Описании Крыма… 1784 года, судя по которому, в последний период Крымского ханства Ой Хаджи Отмак входил в Караул кадылык Перекопского каймаканства. После присоединения Крыма к России (8) 19 апреля 1783 года, (8) 19 февраля 1784 года, именным указом Екатерины II сенату, на территории бывшего Крымского ханства была образована Таврическая область и деревня была приписана к Евпаторийскому уезду. После павловских реформ, с 1796 по 1802 год входила в Акмечетский уезд Новороссийской губернии. По новому административному делению, после создания 8 (20) октября 1802 года Таврической губернии, Биюк-Аджи-Атман был включён в состав Урчукской волости Евпаторийского уезда.
По Ведомости о волостях и селениях, в Евпаторийском уезде с показанием числа дворов и душ… от 19 апреля 1806 года в деревне Буюк-Аджи-Атман числилось 16 дворов, 116 крымских татар и 1 ясырь. На военно-топографической карте генерал-майора Мухина 1817 года обозначены деревни Аджитатман и Аджитатман ойкесек с 25 дворами в обеих. После реформы волостного деления 1829 года Биюк Аджи Атман, согласно «Ведомости о казённых волостях Таврической губернии 1829 года» остался в составе Урчукской волости. На карте 1836 года в деревне Биюк-Аджи-Атман 30 дворов, как и на карте 1842 года.
В 1860-х годах, после земской реформы Александра II, деревню приписали к Абузларской волости. Согласно «Памятной книжке Таврической губернии за 1867 год», деревня была покинута жителями в 1860—1864 годах, в результате эмиграции крымских татар, особенно массовой после Крымской войны 1853—1856 годов, в Турцию и вновь заселена татарами. В «Списке населённых мест Таврической губернии по сведениям 1864 года», составленном по результатам VIII ревизии 1864 года, Биюк-Аджи-Атман — владельческая татарская деревня, с 17 дворами, 129 жителями и мечетью при колодцах. По обследованиям профессора А. Н. Козловского 1867 года, вода в колодцах деревни была пресная, а их глубина достигала 15—18 саженей (30— 35 м),. На трехверстовой карте Шуберта 1865—1876 года в деревне Биюк-Аджи-Атман обозначено 17 дворов). В «Памятной книге Таврической губернии 1889 года», по результатам Х ревизии 1887 года, в деревне Аджи-Отман числилось 26 дворов и 170 жителей. Согласно «…Памятной книжке Таврической губернии на 1892 год», в деревне Аджи-Атман, входившей в Асан-Аджинский участок, числилось 130 жителей в 18 домохозяйствах.
Земская реформа 1890-х годов в Евпаторийском уезде прошла после 1892 года, в результате Аджи-Атман приписали к Коджанбакской волости.
По «…Памятной книжке Таврической губернии на 1900 год» в Биюк и Кучук Аджи-Атманах вместе числилось 189 жителей в 38 дворах. На 1914 год в селении действовала земская школа. По Статистическому справочнику Таврической губернии. Ч.II-я. Статистический очерк, выпуск пятый Евпаторийский уезд, 1915 год, в деревне Аджи-Атман-Биюк (наследников барона Гинзбурга) Коджамбакской волости Евпаторийского уезда числилось 12 дворов (все дворы безземельные) со смешанным населением в количестве 221 человек приписных жителей и 48 — «посторонних», из которых 156 мужчин и 113 женщин. Жители землёй не владели, но за селением числилось 2550 десятин земли. В хозяйствах имелось 108 лошадей, 18 волов, 38 коров и 451 голова мелкого скота.
После установления в Крыму Советской власти, по постановлению Крымревкома от 8 января 1921 года № 206 «Об изменении административных границ» была упразднена волостная система и село вошло в состав Евпаторийского района Евпаторийского уезда, а в 1922 году уезды получили название округов. 11 октября 1923 года, согласно постановлению ВЦИК, в административное деление Крымской АССР были внесены изменения, в результате которых округа были отменены и произошло укрупнение районов — территорию округа включили в Евпаторийский район. Согласно Списку населённых пунктов Крымской АССР по Всесоюзной переписи 17 декабря 1926 года, сёла Аджи-Атман (числилось 45 дворов, все крестьянские, население 183 человека, из них 112 татар, 70 русских, 1 немец) и Аджи-Атман русский (19 дворов, все крестьянские, население составляло 90 человек, все русские), входили в состав Аджи-Атманского сельсовета Евпаторийского района, какое из них было центром, из списка не ясно. Постановлением ВЦИК РСФСР от 30 октября 1930 года был создан Фрайдорфский еврейский национальный район (переименованный указом Президиума Верховного Совета РСФСР № 621/6 от 14 декабря 1944 года в Новосёловский) (по другим данным 15 сентября 1931 года) и Аджи-Атман включили в его состав. По данным всесоюзной переписи населения 1939 года в селе проживало 319 человек.
В годы Великой Отечественной войны, в октябре 1941 года, в ходе боёв по обороне Крыма в окрестностях села погибли шесть советских воинов. Павших похоронили в братской могиле на сельском кладбище, на которой в 1952 году установили памятник в виде срезанной четырёхгранной пирамиды, увенчанной звездой. В 1983 году памятник заменён на современный: вертикальная стела на прямоугольном постаменте. Постановлением Совета министров Республики Крым № 627 от 20 декабря 2016 года памятник отнесён к категории объектов культурно-исторического наследия России регионального значения.
Указом Президиума Верховного Совета РСФСР от 21 августа 1945 года Аджи-Атман был переименован в Ровное и Аджи-Атманский сельсовет — в Ровновский. С 25 июня 1946 года Ровное в составе Крымской области РСФСР. 25 июля 1953 года Новоселовский район был упразднен и село включили в состав Первомайского. 26 апреля 1954 года Крымская область была передана из состава РСФСР в состав УССР. Время упразднения сельсовета и включения в Сусанинский пока не установлено: на 15 июня 1960 года село уже числилось в его составе. Указом Президиума Верховного Совета УССР «Об укрупнении сельских районов Крымской области», от 30 декабря 1962 года село присоединили к Евпаторийскому району. 11 февраля 1963 года Евпаторийский район был упразднён и село включили в состав Сакского. 1 января 1965 года, указом Президиума ВС УССР «О внесении изменений в административное районирование УССР — по Крымской области», передали в состав Раздольненского района. 8 декабря 1966 года был восстановлен Первомайский район и село вернули в его состав. По данным переписи 1989 года в селе проживало 266 человек. С 12 февраля 1991 года село в восстановленной Крымской АССР, 26 февраля 1992 года переименованной в Автономную Республику Крым. С 21 марта 2014 года в составе Крыма аннексировано Россией.